# 15 Eunômia
Eunômia é o asteroide nº 15 da série. Foi descoberto pelo astrônomo italiano Annibale de Gasparis (1819-92) desde Nápoles a 29 de julho de 1851. Foi batizado em honra de Eunômia, deusa grega da lei e da legislação.
Este asteroide forma uma pequena família na região central do cinto principal de asteroides. A família de Eunômia dista do Sol entre 2,5-2,8 UA e têm uma inclinação média de 12°, 85 Io e 141 Lumen pertencem a esta família.
Eunômia é de classe S e tem um diâmetro de uns 250 km.